# Canal du Nord
Der Canal du Nord (deutsch: Nord-Kanal) ist ein französischer Schifffahrtskanal, der in der Region Hauts-de-France verläuft.

## Geografie
Der Kanal verbindet die Täler der Sensée und der Oise. Der Canal du Nord ist Teil eines überregionalen Binnenwasserweges, der Belgien und den Ärmelkanal mit Nordwestfrankreich und dem Großraum Paris verbindet. Diese Strecke setzt sich aus folgenden Wasserwegen zusammen:
- Großschifffahrtsweg Dünkirchen-Schelde
- Canal du Nord
- Canal latéral à l’Oise
- Oise – als kanalisierter Fluss
- Seine – als kanalisierter Fluss

## Verlauf und technische Infrastruktur
Der Canal du Nord beginnt bei Arleux, wo er Anschluss an den Canal de la Sensée hat, der heute Teil des Großschifffahrtsweges Dünkirchen-Schelde (frz.: Liaison à grand gabarit Dunkerque-Escaut) ist. Der Canal du Nord verläuft (nach der offiziellen Kilometrierungsrichtung) gegen Süden und endet bei Pont-l’Évêque, in der Nähe von Noyon, wo er in den Canal latéral à l’Oise einmündet. Es handelt sich um einen Kanal vom Typus Wasserscheidenkanal. Er ist 76 Kilometer lang und hat 17 Schleusen, deren Dimensionen betragen 92 m × 5,90 m – Tiefgang 2,80 m – Höhenbegrenzung 3,70 m. Seine Streckenführung überwindet 2 Höhenzüge und lässt sich in folgende Abschnitte unterteilen:
- Nordabschnitt, zwischen den Tälern der Sensée und der Somme

Die Scheitelhaltung wird mit dem Tunnel von Ruyaulcourt (frz.: Souterrain de Ruyaulcourt) passiert (Länge 4,35 km). Der Höhenunterschied zu der Mündung im Sensée-Tal beträgt 40 Meter und wird von 7 Schleusen überwunden, jener zum Somme-Tal beträgt 28 Meter und benötigt 5 Schleusen.
- Canal de la Somme

Nahe Péronne wird der Canal de la Somme erreicht, dessen Fahrwasser vom Canal du Nord für etwa 20 Kilometer mitverwendet wird, in die Längenberechnung des Kanals aber nicht einbezogen ist. Die effektive Fahrstrecke liegt daher bei etwa 96 Kilometern.
- Südabschnitt, zwischen den Tälern der Somme und der Oise

Die Scheitelhaltung wird im Tunnel La Panneterie (frz.: Souterrain de Panneterie) passiert (Länge 1,10 km). Der Höhenunterschied zum Somme-Tal beträgt 13 Meter und wird von 3 Schleusen überwunden (davon sind 2 im Bestand des Canal de la Somme), jener zur Mündung im Oise-Tal beträgt 22 Meter und benötigt 4 Schleusen.

### Souterrain de Ruyaulcourt
Der Tunnel bei Ruyaulcourt ist 4350 Meter lang. An seinem Nordportal befindet sich ein Turm, von dem aus die Schifffahrt durch den Tunnel geregelt wird. Im Tunnel befinden sich Dekametertafeln, deren Nullpunkt am Nordportal liegt. Als Besonderheit befindet sich im Tunnel eine Begegnungsmöglichkeit für Schiffe zwischen 1660 und 2690 (Meter vom Nordportal aus). Für diesen Abschnitt gilt ein Überholverbot, das durch beleuchtete Tafelzeichen angezeigt wird. Die Überwachung erfolgt mit Lichtschranken und an der Tunneldecke montierten Kameras. Beidseitig befindet sich ein Randweg, welcher seit Anfang 2009 an den Portalen mit Türen versehen ist und dadurch unerlaubtes Betreten verhindert. 2190 Meter vom Nordportal entfernt befindet sich ein Schacht zur Oberfläche, wo sich eine Ventilatoranlage befindet. Bei 2765 Meter gibt es einen Rettungsschacht, von dem man aus durch ein Treppenhaus auf beide Randwege gelangen kann.

### Koordinaten
- Ausgangspunkt des Kanals: 50° 16′ 44″ N, 3° 7′ 0″ OKoordinaten: 50° 16′ 44″ N, 3° 7′ 0″ O
- Endpunkt des Kanals: 49° 33′ 38″ N, 2° 58′ 59″ O

### Durchquerte Départements

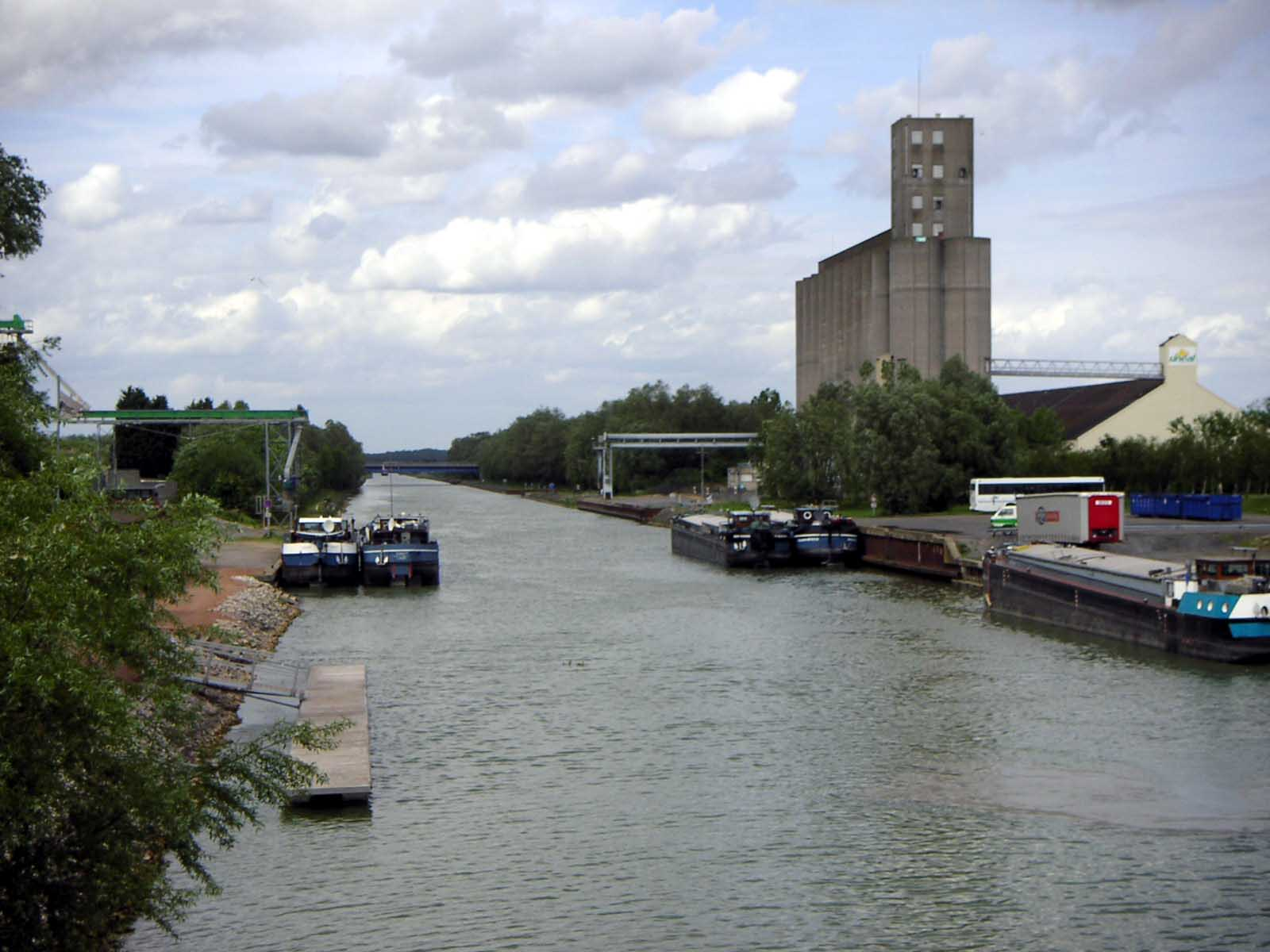
Der Hafen von Marquion

- Nord
- Pas-de-Calais
- Somme
- Oise

### Orte am Kanal
- Arleux
- Marquion
- Ruyaulcourt
- Péronne
- Nesle
- Noyon

## Geschichte
Mit den Bauarbeiten wurde im Jahre 1908 begonnen, als der parallel verlaufende Canal de Saint-Quentin bereits überlastet war. Aus finanziellen Gründen wurde der Bau aber erst nach dem Zweiten Weltkrieg fortgesetzt, sodass die Inbetriebnahme erst im Jahre 1965 erfolgte.

## Wirtschaftliche Bedeutung
Die Frachtschifffahrt zwischen dem Seine-Becken und den großen Häfen am Atlantik in Nordfrankreich, Belgien und den Niederlanden ist auch heute von großer Bedeutung. Der Canal du Nord ist der modernste Schifffahrtskanal in dieser Streckenrelation und wurde bei seiner Planung für größere Schiffe als die der früheren Freycinet-Norm vorgesehen.

### Geplante Entwicklung
Da diese Maße jedoch mit keiner heute gängigen Norm übereinstimmen, müssen speziell für diesen Kanal gefertigte Schiffe (siehe auch: Compoca Nord) eingesetzt werden, um einen einigermaßen wirtschaftlichen Transport zu erzielen. Der Kanal entspricht daher keineswegs den heutigen Anforderungen. Dem entsprach die CEMT mit der Einführung einer eigenen Binnenschiffsklasse Canal du Nord.
Im Rahmen der Europäischen Union wurde das Projekt Canal Seine-Nord Europe (CSNE), das die Neuerrichtung eines 106 km langen Kanals in Süd-Nord-Richtung durch Nordfrankreich zwischen den Einzugsgebieten der Flüsse Seine und Schelde vorsieht, in den Verkehrswegeplan aufgenommen. Schiffe bis zur Klasse Vb (Schubverband mit zwei Leichtern) sollen die neue Binnenwasserstraße befahren können. Nach dem Abschluss der Planung 2010 sollte der Bau 2012 beginnen und die Inbetriebnahme 2017 erfolgen, jedoch führten Regierungswechsel und eine Neukalkulation zu Verzögerungen. Am 3. Oktober 2017 einigten sich alle beteiligten Stellen auf die Durchführung des Projekts. Mit einer Fertigstellung wird nun 2030 gerechnet.